# マルハン

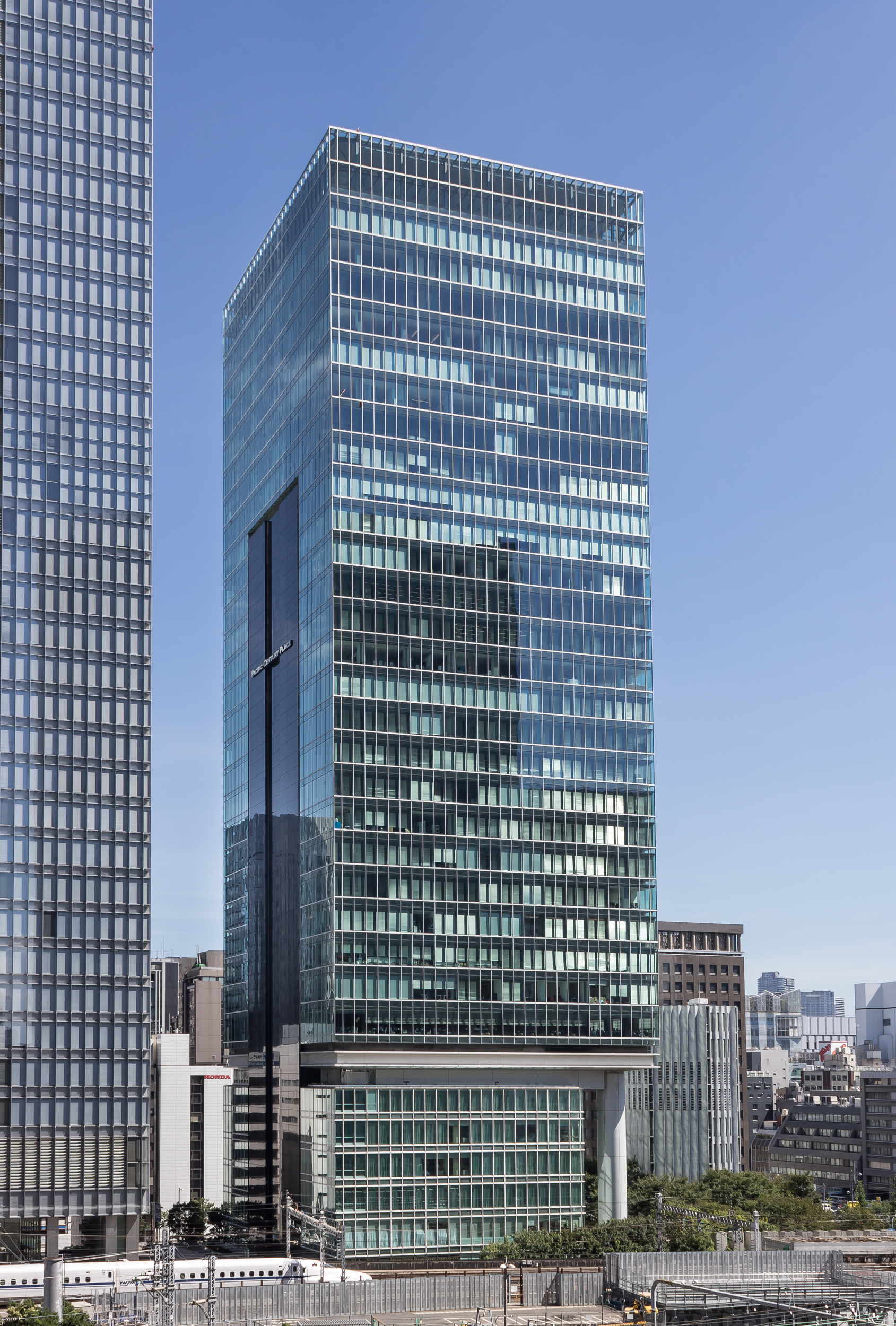
東京本社が入居するパシフィックセンチュリープレイス丸の内

株式会社マルハン（英: Maruhan Corporation）は、京都府京都市上京区（京都本社）と東京都千代田区丸の内（東京本社）に本社を置き、パチンコホール「マルハン」を中心にボウリング場、アミューズメント、映画館も運営する総合エンターテイメント企業。ビルメンテナンス事業、飲食事業、ゴルフ事業、海外金融事業などの子会社も保有する。
2023年3月期の連結売上高は1兆3,196億円、企業ブランドメッセージは、「人生にヨロコビを」。

## 概要
韓昌祐が1972年に設立し（創業は1957年）、2023年8月現在、徳島県、島根県、沖縄県を除く全国313店舗を展開するパチンコホール最大手企業である。2009年3月期に売上高が2兆円を突破し、業界2位のダイナム（2009年3月期・約9,706億円）を倍以上上回った。
株式公開（上場）を目指し東京証券取引所と協議をした過去があるが、別のパチンコホール企業がジャスダックに上場申請した際に、「パチンコホールの営業形態には完全に合法とは言い切れない側面があり、厳密な意味で投資家の保護を保証できない」という理由で上場申請を却下された事例 があることから、日本国内での株式公開は今のところ極めて厳しいとされている。
各種レジャー産業にとどまらず金融業への進出もはかっており、2008年5月22日にはカンボジアでマルハンジャパン銀行（現・サタパナ銀行）を開業している。 同行はカンボジアで初めて日本企業の出資により開業する商業銀行である。また、同行はカンボジア国内でシェア2位を獲得している。
2021年4月に社内カンパニー制へ移行し、会社を以下の4カンパニーに再編した。各カンパニーのトップには以下の通り韓昌祐の息子が就任している。2023年度からは新卒採用も各カンパニーが個別に行っており、実質的な分社化に近い。
- 東日本カンパニー（関東地区、静岡県、長野県、山梨県）: 韓裕
- 北日本カンパニー（北海道、東北地区、中部地区）: 韓俊
- 西日本カンパニー（関西地区、中国地区、四国地区、九州地区）: 韓浩
- 金融カンパニー: 韓健

## 社名の由来
マルハンのマルはパチンコの玉を意味しているのはもちろんの事、事業展開をしているボウリング・ゴルフの玉も意味している。また将来世界に飛躍する目標にイメージが重なったことから「地球」の形を意味する球体である丸、「円満」を連想させる図形を意味する丸からとっている。またハンは創業者である韓昌祐の民族名からハン(韓)を取り、マルハンとした。なお「日の丸と恨(ハン)で日本への感情を示した」というのはデマである（韓昌祐#「マルハン」社名の由来とデマ）。

## 沿革

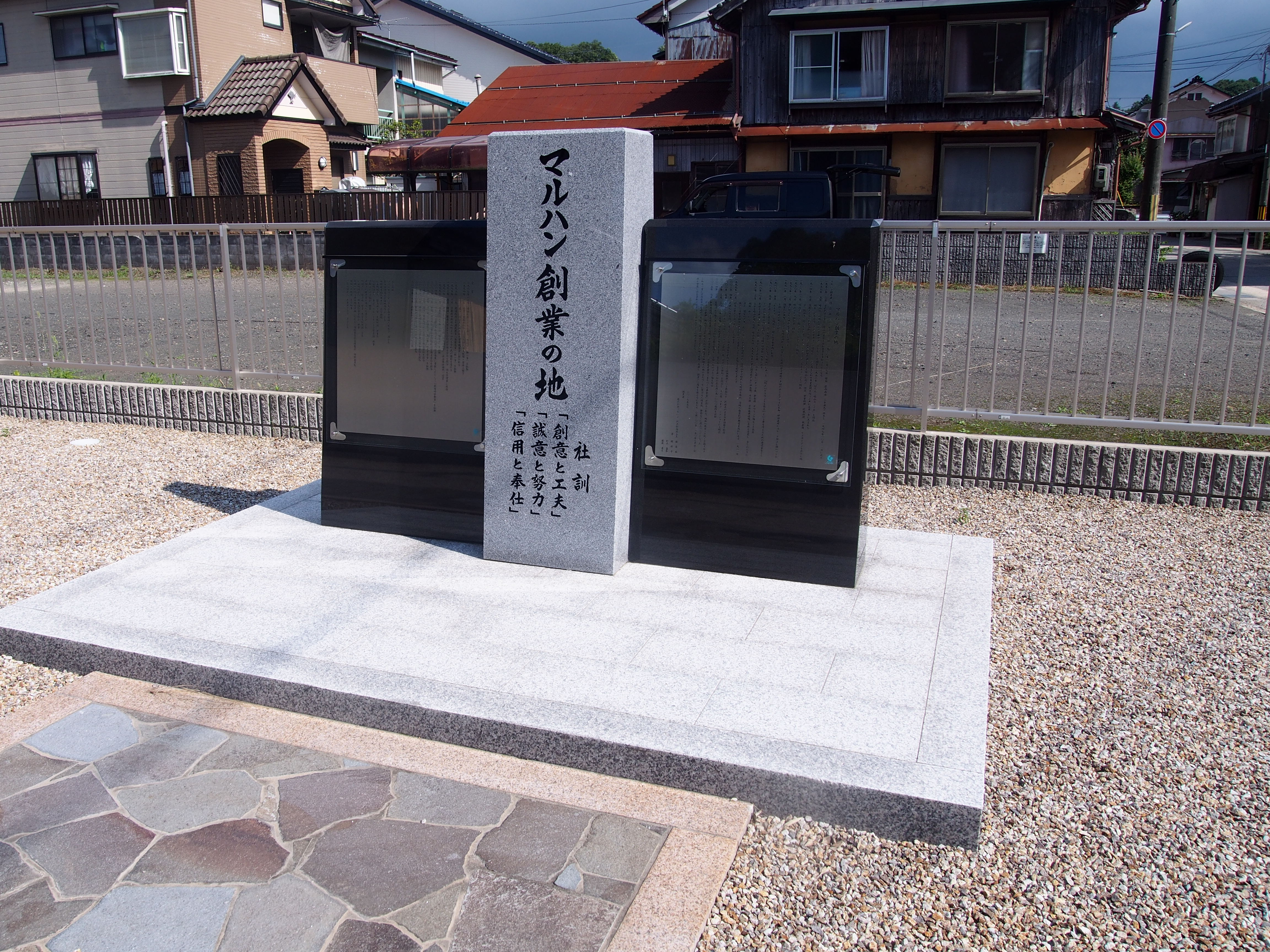
マルハン創業の地の碑

- 1957年 - 京都府峰山町（現・京丹後市）に名曲喫茶「るーちぇ」をオープン。
- 1958年 ⁻ 京都府峰山町（現・京丹後市）に創業者の韓昌祐が義兄から譲り受けたパチンコ店を「峰山カジノ店」としてオープン。
- 1964年 ‐ 名曲喫茶「るーちぇ」を、地下1階・地上3階建てのモダンなビルに建て替え、レストラン「ルーチェ」として営業を開始。
- 1967年 - ボウリング場「豊岡フレンドボウル」を兵庫県豊岡市にオープンし、ボウリング場経営を開始。
- 1968年 - 京都府峰山町（現・京丹後市）で「峰山フレンドボウル」オープン
- 1970年 - 京都府峰山町（現・京丹後市）でゴルフ練習場「峰山ゴルフ倶楽部」オープン
- 1970年 - 兵庫県柏原町に「柏原フレンドボウル」オープン
- 1972年 - 「西原産業株式会社」設立。
- 1972年 - 静岡市に120レーンの巨大ボウリング場「ボウルアピア」をオープン。
- 1975年 - 京都府にマルハンの名前を使った第1号店舗「マルハン野田川店」オープン
- 1975年 - マルハン初の本格的な郊外型パチンコ店「マルハン姫路店・神戸店」オープン
- 1980年 - ローラースケート場「チャーリーワンアピア」オープン
- 1988年 - 社名を「株式会社マルハンコーポレーション」に変更し、本社を京都市に移転。
- 1990年 - 韓国文化研究振興財団（現 韓哲文化財団）を設立
- 1992年 - パチンコホールに接客の概念を取り入れたサービスマナーモデル店「マルハン草薙アピア店」をオープン。
- 1995年 - 「マルハンパチンコタワー渋谷」を東京都渋谷区にオープン。日経経済新聞社1995年優秀先端事業賞を受賞。
- 1996年 - 景品卸売り会社「株式会社エムエムインターナショナル」を設立
- 1999年 - 「株式会社マルハン」へ商号変更。
- 2000年 - 東京・池袋に映画館「新文芸坐」オープン
- 2002年 - パチンコ店100店舗を達成。
- 2002年 - パシフィックセンチュリープレイス丸の内に東京本社設立。東日本地区の事業拡大を進めるとともに京都本社との2本社体制を確立。
- 2003年 - 飲食事業を独立分社化し、株式会社エムフーズ（現 株式会社マルハンダイニング）を設立
- 2004年 - 「株式会社ダイエー」および「東洋テクノ株式会社」と株式売買契約を締結し、東証1部上場の株式会社イチケンを子会社化。
- 2005年 - パチンコ店として初の売上高1兆円企業となる。
- 2005年 - 大分トリニータとオフィシャルスポンサー契約を締結[注 3]。
- 2005年 - 資本金を100億円に増資。
- 2006年 - パチンコ店200店舗達成。
- 2007年 - 創業50周年。
- 2008年 - カンボジアでマルハンジャパン銀行 (現・サタパナ銀行) を開業。
- 2009年 - 大阪市浪速区のフェスティバルゲートを落札。「マルハン新世界店」として2014年にオープン。施設２階にMEGAドン・キホーテ新世界店を併設。
- 2013年 - ゴルフ場大手の太平洋クラブ（2012年に民事再生法の適用を申請し経営再建中）とスポンサー契約を締結。
- 2014年 - 太平洋クラブの経営権を取得[注 4]。
- 2014年 - パチンコ店300店舗達成。
- 2016年 - 投資事業会社「マルハンベンチャーパートナーズ」を設立。
- 2019年 - 人事制度、福利厚生のコンサルティング事業会社、「株式会社ステラパートナー」を設立。
- 2021年 - 社内カンパニー制へ移行。
- 2024年 - 宮城県仙台市を本拠地とする社会人野球チーム「マルハン北日本カンパニー硬式野球部」の発足を発表。2025年より公式戦参入予定[8]。
- 2024年 - 愛媛県松山市にある旅館「大和屋本店」の運営会社全株式を取得、買収した[9]。

## 社会貢献活動

### スポーツ支援・協賛
- マルハンカップ「峰山少年野球大会」協賛（2005年 - ）
- Jリーグ・大分トリニータユニフォームスポンサー（2005年 - 2009年）
- NOMOベースボールクラブオフィシャルスポンサー（2005年 - 2013年）
- 「マルハン少年野球教室」開催（2007年 - ）
- マルハンドリームカップ・全国ベースボールトーナメント（2007年 - 2014年）
- 国際スケート連盟（ISU) オフィシャルスポンサー（2008年 - ）
- 日本電動車椅子サッカー協会グランドパートナー（2011年 - 2015年）
- 「2020年東京招致」オフィシャルパートナー（2013年）
- マルハンカップ太平洋クラブシニア（2013年 - ）
- 日本ポニーベースボール協会（2021年 - ）
- シント＝トロイデンVV（2022年 - ）

### 教育・芸術・文化・環境・地域支援活動
- 「公益社団法人韓昌祐・哲文化財団」設立および寄付（1990年 - ）
- 「大道芸ワールドカップin静岡」協賛（1992年 - ）
- 「日韓親善協会中央会」への支援（1993年 - ）
- 「東京フィルハーモニー交響楽団」オフィシャルサプライヤー（2005年 - ）
- 「プルタブ収集活動」を通じた車いすの寄付（2006年 - ）
- 全国店舗で「献血活動」をスタート（2007年 - ）
- 「世界の子どもにワクチンを」への寄付活動（2007年 - ）
- 「韓昌祐・祥子広育文化財団」設立および寄付（2010年 - ）
- 福祉施設へ「遊技台」の寄贈（2010年 - ）
- 「特定非営利活動法人 日本障害者協議会」への寄付（2015年 - 2019年）
- 「pp奨学金（パチンコパチスロ奨学金）」への寄付（2017年 - ）
- 「特定非営利活動法人ジャパンハート」への映像支援（2020年）

### 被災地への義援金寄託
- 北海道南西沖地震（1993年）
- 阪神大震災（1995年）
- 新潟県中越地震（2004年）
- 中国四川省地震（2005年）
- スマトラ島沖地震（2005年・2009年）
- 能登半島地震（2007年）
- ハイチ大地震（2010年）
- 東日本大震災（2011年）
- 熊本地震（2016年）
- 大阪北部地震（2018年）
- 平成30年7月豪雨（2018年）
- 北海道胆信東部地震（2018年）
- 令和元年台風第19号（2019年）
- 令和2年7月豪雨（2020年）
- 令和6年能登半島地震（2024年）

## 受章・認定
- 1972年 - 内閣総理大臣より「紺綬褒章」を受章（韓昌祐）
- 1999年 - 日本政府より勲三等「瑞宝賞」を受章（韓昌祐）
- 2000年 - 内閣総理大臣より「紺綬褒章」を受章
- 2009年 - 「(財)省エネルギーセンター会長賞」を受章
- 2010年 - 「地球温暖化防止活動環境大臣賞」を受章
- 2013年 - 「くるみんマーク」を取得
- 2015年 - 環境省主催「環境人づくり企業大賞2015」奨励賞を受章
- 2016年 - 「くるみんマーク」二度目の取得
- 2016年 - 内閣総理大臣より「紺綬褒章」を受章（韓昌祐・二度目）
- 2018年 - 経済産業省・日本健康会議主催「健康経営優良法人2018（ホワイト500）」に認定
- 2019年 - 内閣総理大臣より「紺綬褒章」を受章
- 2019年 - 「くるみんマーク」三度目の取得
- 2020年 - ホワイト財団主催「ホワイト企業認定GOLD」を取得
- 2022年 - 「くるみんマーク」四度目の取得
- 2023年 - 「スポーツエールカンパニー2023」に認定
- 2023年 - 内閣総理大臣より「紺綬褒章」を受章（韓昌祐・三度目）

## 本社
- 京都本社：京都府京都市上京区出町今出川上る青龍町231
- 東京本社：東京都千代田区丸の内一丁目11-1パシフィックセンチュリープレイス丸の内 28階

登記上の本店は東京側である。2021年の社内カンパニー制導入以後は、西日本カンパニーが京都、それ以外のカンパニーが東京に本社を置く。

## グループ会社

### 国内
- エムエムインターナショナル - 不動産事業、ビルメンテナンス事業
- マルハンダイニング - 飲食店事業
- 太平洋クラブ - ゴルフ場・リゾート開発事業
- マルハンベンチャーパートナーズ - 企業コンサルティング事業
- ステラパートナー - 企業人事・福利厚生事業
- マルハンユナイテッドパートナーズ - 投資事業、新規事業開発
- ENTER - 広告・宣伝事業
- KIRANAH RESORT - レジャー・スポーツ施設・興行事業
- 新創 - Eコマース、ライヴコマース
- MOA - ハワイNo.1体験プラットフォーム「ALOCO」の運営
- リレーライフ - 介護事業
- Coret - 人材サービス（有料職業紹介・労働者派遣など）、「おもてなしstation」の運営
- Turquoise - 循環型農業（アクアポニックス）事業
- leuksteサッカースクール POWERD byシント＝トロイデンVV - 小学生を対象としたサッカースクールの運営
- Dhana Real Estate - 不動産事業
- 坐忘resort - ホテル・旅館経営、ホテル・旅館運営受託事業
- 大和屋本店 - 観光事業、「大和屋本店」の運営
- 大和屋別荘 - 観光事業、「大和屋別荘」の運営
- EIGHT - 飲食事業、中国料理店「KOBAYASHI」の運営
- MUGEN - 飲食事業
- NIHON. TURF&GREEN - 「新東京都民ゴルフ場」の運営

### 海外
- マルハンインベストメントアジア（シンガポール） - 商業銀行
- サタパナ銀行（カンボジア） - 商業銀行
- サタパナリミテッド（ミャンマー） - 商業銀行
- マルハンジャパン銀行ラオス（ラオス） - 商業銀行
- マルハンカンボジアコーポレーション（カンボジア）
- マルハンインベストメントカンボジア（カンボジア）
- マルハンコーポレーショングアム（グアム）
- チャーリーワンベトナム（ベトナム）